# Villanueva de Alcorón
Villanueva de Alcorón è un comune spagnolo di 193 abitanti situato nella provincia di Guadalajara, comunità autonoma di Castiglia-La Mancia.